# Five fold five
Five fold five is een compositie van William Bolcom. 
Met deze compositie had Bolcom al de uitvoerden op het oog. De musici zouden afkomstig zijn uit het Philadelphia Orchestra. Ook de pianist was al bekend; dat zou Dennis Russell Davies zijn, pianist en dirigent. De titel is ontleend aan het begin van het werk, dat bestaat uit een reeks van vijf clusters op de piano. Bolcom, liefhebber van de literatuur van William Blake  vond de titel wel Blake-iaans. Het werk klinkt hoekig, dan weer alsof toonladders gespeeld worden.
Dennis Russell Davies gaf de première op 14 augustus 1987 in Saratoga Springs. 